# Theni (Distrikt)
Der Distrikt Theni (Tamil: தேனி மாவட்டம்) ist ein Distrikt des indischen Bundesstaates Tamil Nadu. Verwaltungszentrum ist die Stadt Theni Allinagaram. Der Distrikt Theni hatte bei der Volkszählung 2011 eine Fläche von 2.868 Quadratkilometern und rund 1,2 Millionen Einwohner.

## Geografie

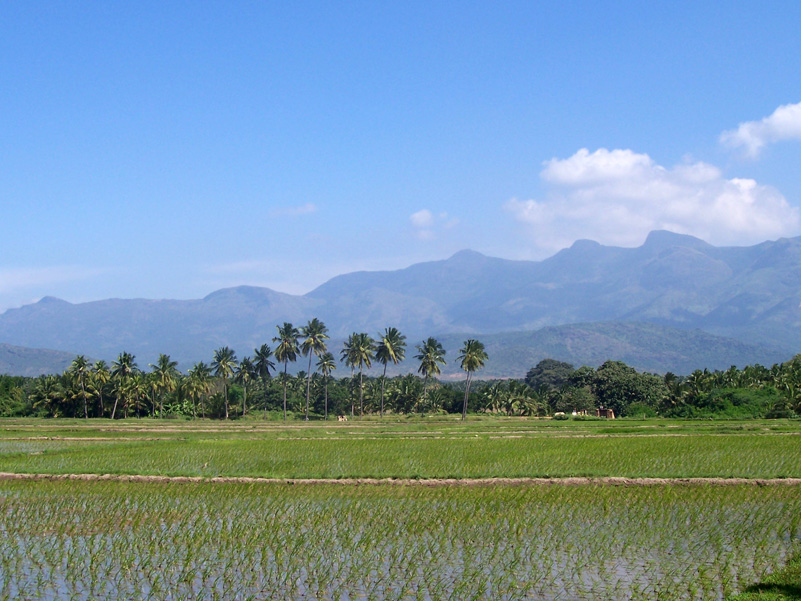
Reisfelder vor dem Hintergrund der Westghats im Distrikt Theni

Der Distrikt Theni liegt im Südwesten Tamil Nadus am Fuß der Westghats. Nachbardistrikte sind Dindigul im Norden, Madurai im Osten, Virudhunagar im Südosten sowie Idukki im Westen. Letzterer gehört bereits zum Nachbarbundesstaat Kerala.
Die Fläche des Distrikts Theni beträgt 2.868 Quadratkilometer. Das Distriktgebiet umfasst das Kambam-Tal (engl. Cumbum Valley) und die Berge, welche dieses in drei Richtungen umgeben. Im Westen bilden die Westghats die natürliche Grenze zu Kerala. Im Norden liegen die Palani-Berge und im Süden die Varushanad-Berge, beides Ausläufer der Westghats. Durch das Kambam-Tal fließt der Suruliyar, ein Quellfluss des Vaigai.
Im Distrikt Theni herrscht ein wechselfeuchtes Tropenklima vor. Die Jahresmitteltemperatur in Theni beträgt 27,2 °C, das Jahresmittel des Niederschlages liegt bei 869 mm. Die meisten Niederschläge fallen während des Nordostmonsuns im Oktober und November.

## Geschichte
Die Gegend von Theni stand im Laufe ihrer Geschichte lange unter dem Einfluss des nahegelegenen Madurai. Nachdem das Gebiet unter britische Herrschaft gekommen war, wurde es 1801 als Teil des Distrikts Madurai in die Provinz Madras eingegliedert. Nach der indischen Unabhängigkeit 1947 kam das Gebiet zum Bundesstaat Madras, der 1956 nach den Sprachgrenzen des Tamil neu formiert und 1969 in Tamil Nadu umbenannt wurde.  Als eigenständiger Distrikt existiert Theni seit dem 25. Juli 1996, als er durch die Abspaltung der westlichen Teile des Distrikts Madurai gebildet wurde.

## Bevölkerung

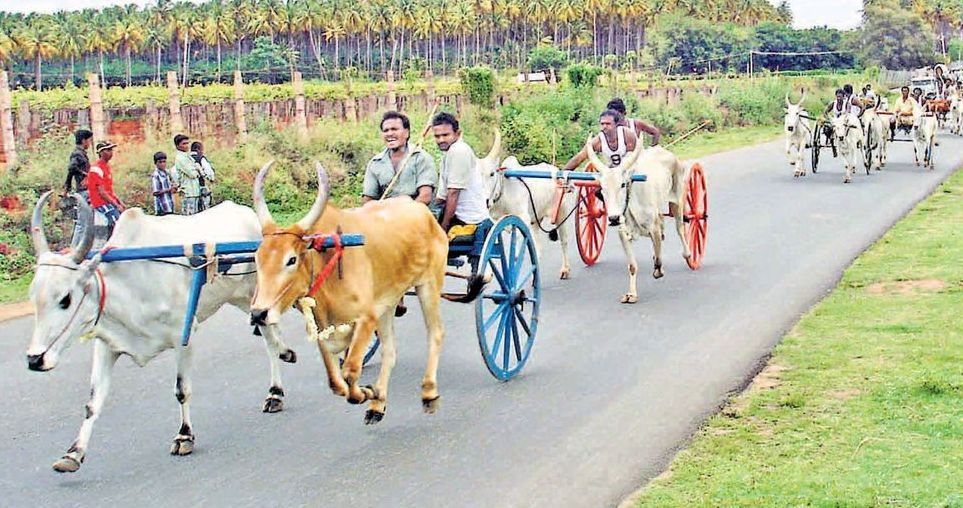
Ochsenkarrenrennen im Distrikt Theni

Bei der indischen Volkszählung 2011 hatte der Distrikt Theni 1.245.899 Einwohner. Die Bevölkerungsdichte lag mit 434 Einwohnern pro Quadratkilometer unter dem Durchschnitt Tamil Nadus (555 Einwohner pro Quadratkilometer). 54 Prozent der Einwohner des Distrikts Theni lebten in Städten, womit der Urbanisierungsgrad etwas höher als der Mittelwert des Bundesstaates (48 Prozent) lag. 21 Prozent der Einwohner des Distrikts waren Angehörige registrierter niederer Kasten (Scheduled Castes). Die Alphabetisierungsquote lag mit 77 Prozent etwas unter dem Durchschnitt Tamil Nadus (80 Prozent).
Unter den Einwohnern des Distrikts Theni stellten die Hindus nach der Volkszählung 2011 mit 92 Prozent eine große Mehrheit. Daneben gab es Minderheiten von Muslimen (5 Prozent) und Christen (3 Prozent). Die Hauptsprache ist wie in ganz Tamil Nadu das Tamil. Nach der Volkszählung 2001 wurde es von 90 Prozent der Einwohner des Distrikts als Muttersprache gesprochen. Daneben gab es Minderheiten von Sprechern des Telugu (6 Prozent) und Kannada (4 Prozent).

## Verwaltungsgliederung
Der Distrikt Theni war 2011 in fünf Taluks (Subdistrikte) gegliedert.
| Taluk          | Hauptort              | Einwohner (2011) |
| -------------- | --------------------- | ---------------- |
| Andipatti      | Andipatti Jakkampatti | 212.700          |
| Bodinayakkanur | Bodinayakkanur        | 180.789          |
| Periyakulam    | Periyakulam           | 217.358          |
| Theni          | Theni Allinagaram     | 199.983          |
| Uthamapalayam  | Uthamapalayam         | 435.069          |

## Städte
Im Distrikt Theni gab es 2011 sechs Städte mit eigener Stadtverwaltung (Municipalities) und 22 nach dem Panchayat-System verwaltete Kleinstädte (Town Panchayats). Angegeben ist die Einwohnerzahl nach der Volkszählung 2011.
Municipalities
- Bodinayakkanur (75.675)
- Chinnamanur (42.305)
- Gudalur (41.915)
- Kambam (68.090)
- Periyakulam (42.976)
- Theni Allinagaram (94.453)

Town Panchayats
- Andipatti Jakkampatti (27.287)
- B. Meenakshipuram (7.846)
- Boothipuram (11.022)
- Devadanapatti (19.285)
- Ganguvarpatti (11.942)
- Hanumanthampatti (10.619)
- Highways (4.882)
- Kamayagoundanpatti (16.134)
- Kombai (15.960)
- Kuchanur (7.024)
- Markayankottai (6.135)
- Melachokkanathapuram (15.625)
- Odaipatti (13.892)
- Palani Chettipatti (14.879)
- Pannaipuram (9.323)
- Pudupatti (11.511)
- Thamaraikulam (12.372)
- Thenkarai (14.838)
- Thevaram (16.079)
- Uthamapalayam (29.050)
- Vadugapatti (13.204)
- Veerapandi (16.158)